# European Low Fares Airline Association
European low fares airline association, ELFAA, var en samarbetsorganisation för flygbolag med lågprisprofil. I slutet av 2016 upphörde verksamheten. De största medlemmarna Ryanair och Easyjet blev medlemmar av den under slutet av 2015 bildade organisationen Airlines for Europe (A4E). ELFAA:s webbsida länkar därefter till A4E:s webbsida.

## Målsättningar
- Identifiera policyområden som påverkar lågprissektorn
- Effektivt påverka frågor om regelverk
- Främja gemensamma intressen som medlemmarna delar inom olika europeiska institutioner

## Medlemmar
Medlemmarna av ELFAA var vid organisationens slut
- Vueling Airlines
- Norwegian Air Shuttle
- Flybe
- Easyjet
- Jet2
- Braathens Regional Airlines
- Wizz Air
- Ryanair
- Transavia

### Tidigare Medlemmar
Tidigare medlemmar av ELFAA
- Air Berlin
- Hapagfly (nu TUIfly)
- HLX.com (nu TUIfly)
- Myair
- Sky Europe
- Sterling Airlines
- Volare Airlines